# Pegeen Vail Guggenheim
Pegeen Vail Guggenheim (* 18. August 1925 in Ouchy als Pegeen Jezebel Margaret Vail; † 1. März 1967 in Paris) war eine amerikanische Malerin. Ihre Kunst vereint zwei unterschiedliche Stilrichtungen: Surrealismus und Naive Kunst.
Sie war die Tochter der Kunstsammlerin Peggy Guggenheim und des Dichters Laurence Vail sowie die Enkelin des Geschäftsmanns Benjamin Guggenheim, der zu den bekanntesten Opfern des Titanic-Unglücks (1912) zählt.

## Leben
Pegeen Vail Guggenheim wurde in der Schweiz geboren und verbrachte ihre Kindheit in Frankreich und England. Im Jahr 1941 emigrierte sie  in die USA, gemeinsam mit ihrer Mutter, Peggy Guggenheim, deren damaligem Lebensgefährten und Pegeens späterem Stiefvater Max Ernst, ihrem Bruder Sindbad, ihrem Vater Laurence Vail sowie dessen Lebensgefährtin Kay Boyle.
Pegeen studierte Kunst am renommierten Finch College in New York. Im Jahr 1943, mit 18, lernte sie den 21 Jahre älteren französischen Künstler Jean Hélion kennen, als ihre Mutter dessen Werke ausstellte. Gemeinsam mit seinen Freunden Piet Mondrian und Fernand Léger hat Hélion dazu beigetragen, abstrakte Kunst in den USA bekannt zu machen. Guggenheim heiratete Hélion in New York im Jahr 1946. Im selben Jahr zog das Paar nach Paris. Aus der Ehe gingen drei Kinder hervor: Fabrice, David und Nicolas Hélion. Nach ihrer Scheidung im Jahr 1956 zog Pegeen mit ihrem jüngsten Sohn Nicolas zu ihrer Mutter nach Venedig.
Auf einer Ausstellungseröffnung von Francis Bacon in der Londoner Hanover Gallery im Jahr 1957 lernte Pegeen den englischen Künstler Ralph Rumney kennen, einen Mitbegründer der Situationistischen Internationale. Guggenheim heiratete Rumney im Jahr 1958 und brachte im selben Jahr ihren vierten Sohn auf die Welt, Sandro Romney. Im Jahr darauf zog sie nach Paris, wo sie zunächst in der Rue du Dragon und später auf der Île Saint-Louis lebte.
Im Alter von 41 Jahren starb Pegeen Vail Guggenheim in Paris an einer Überdosis von Medikamenten. Seit ihrer Jugend hatte sie unter Depression gelitten.

## Werk
Pegeens Werke wurden in New York (unter anderem im Museum of Modern Art), Philadelphia, Paris, London, Venedig, Padua, Murano, Palm Beach, Vicenza, Stockholm, Toronto und San Diego ausgestellt.
Zu ihren Freunden und künstlerischen Einflüssen zählten einige der wichtigsten Intellektuellen und Künstler des 20. Jahrhunderts, darunter Max Ernst, der von 1941 bis 1946 mit ihrer Mutter Peggy verheiratet war, und Yves Tanguy, aber auch André Breton, Marcel Duchamp und Jackson Pollock. Ihr Werk vereint zwei verschiedene künstlerische Stilrichtungen: Surrealismus und Naive Kunst.
Viele ihrer Bilder zeigen Paare oder Familien, die glücklich und liebevoll wirken. Aufgrund ihrer eigenen turbulenten Kindheit ist zu vermuten, dass dieses Motiv ihre Sehnsucht nach stabilen Familienverhältnissen widerspiegelt. Obwohl sie auf den ersten Blick fröhlich wirken, strahlen ihre Bilder doch ein Gefühl von Isolierung und Leid aus. Oftmals sind Personen aus ihrem unmittelbaren Lebensumfeld in ihren Werken abgebildet: ihre Mutter, ihre Ehemänner, ihre Kinder und auch die Künstlerin selbst.